# Аль-Нахаян (стадіон)
«Аль-Нахаян» (араб. استاد آل نهيان) — стадіон, розташований у Абу-Дабі, ОАЕ. Нині вміщує 12 000 глядачів, використовується в основному для проведення матчів з футболу, є домашнім стадіоном футбольного клубу «Аль-Вахда». Стадіон був названий на честь правлячої сім'ї Аль-Нахаян.

## Історія
Відкритий у 1995 році. Був однією з арен молодіжного чемпіонату світу з футболу 2003 року. Стадіон був місцем проведення восьми ігор, у тому числі двох ігор в раунді плей-оф.
Пізніше стадіон приймав Кубок Азії 2019 року, на стадіоні пройшли п'ять матчів, включно з одним матчем 1/8 фіналу.